# Mitruša
Mitruša är ett berg i Bosnien och Hercegovina.   Det ligger i entiteten Federationen Bosnien och Hercegovina, i den södra delen av landet, 100 km sydväst om huvudstaden Sarajevo. Toppen på Mitruša är 426 meter över havet, eller 125 meter över den omgivande terrängen. Bredden vid basen är 2,2 km.
Terrängen runt Mitruša är huvudsakligen lite kuperad.Närmaste större samhälle är Čapljina, 3,7 km nordost om Mitruša. 
Runt Mitruša är det ganska tätbefolkat, med 129 invånare per kvadratkilometer.